# 三好貴士
三好 貴士（みよし たかし、1978年6月8日 - ）は、神奈川県相模原市出身の元プロ野球選手、プロ野球監督、コーチ。かつてアメリカ合衆国のプロ野球独立リーグで選手（内野手）としてプレー。アメリカプロ野球においては日本野球機構（NPB）を経由せずに采配を振った初の日本人監督となった。

## 経歴
2011年はアメリカプロ野球独立リーグの1つであるカナディアン・アメリカン・リーグ（キャンナムリーグ）に所属したブロンクトン・ロックスにて、ビル・バックナー監督、エド・ノートルベンチコーチのもとでアシスタントコーチとして一塁コーチなどを務めた。
2012年はアメリカプロ野球独立リーグの強豪（2Aレベル）であるアメリカン・アソシエーションに所属するスーシティー・エクスプロラーズにて主に一塁コーチを務めた。
2013年もアメリカプロ野球独立リーグのアメリカン・アソシエーションに所属するグランドプレーリー・エアホッグスにて主に一塁 / 内野守備コーチを務めた。
2014年も引き続きアメリカプロ野球独立リーグのアメリカン・アソシエーションに所属するグランドプレーリー・エアホッグスにて主に一塁 / 内野守備コーチを務めた。また、シーズン終盤には数試合だが三塁コーチも務めた。
日本野球機構（NPB）を経由しないでアメリカのプロ野球にて15シーズン監督やコーチを務めた初の日本人でもあり、アメリカン・アソシエーション (独立リーグ)、パシフィック・アソシエーション・リーグ両リーグにおいて三塁コーチを務めた初の日本人となった。また、メジャーリーグ（以後MLB）にてプレー経験のあるウィリー・ウィルソン（MLB通算19年間プレー。1985年ワールドシリーズ制覇）、ウォーレン・クロマティ（MLB通算10年間プレー）、ダレル・エバンス（MLB通算21年間プレー。1984年ワールドシリーズ制覇）、ビル・バックナー（MLB通算22年間プレー）、スタン・クライバーンのもとでコーチを務めた異色の経歴を持つ指導者でもある。
2015年はアメリカプロ野球独立リーグのパシフィック・アソシエーション・リーグに所属するソノマ・ストンパーズにて三塁コーチ（ベンチコーチ）を務めたが、7月11日に同チームの監督兼選手であるフェランド・レンティーニがリーグから出場停止処分を受けたことにより代行監督に就任。11、12日に行われたホームゲームにて2連勝を飾り、チームを前期優勝に導いた。また前期優勝を決めた12日に監督兼選手であるフェランド・レンティーニが更迭され、13日より正式に監督に昇格。7月は13勝5敗を記録した。また、8月に入りチームの主力選手4人を上位リーグであるアメリカン・アソシエーション、カナディアン・アメリカン・リーグ、フロンティアリーグに移籍させる手腕を発揮した。主力選手の移籍などで8月は10勝16敗と負け越したが、監督1年目の2015年は23勝21敗で勝率.523をマークした。
2016年は前年に引き続き、アメリカプロ野球独立リーグのパシフィック・アソシエーション・リーグに所属するソノマ・ストンパーズにてシーズンを通して監督を務めた。前期（23勝16敗）、後期（24勝15敗）をともに優勝し、シーズンを通して47勝31敗（勝率.603）を記録した。プレーオフなしの完全優勝はリーグ史上初の快挙。また、アメリカプロ野球において日本人監督としては初めてチャンピオンリングを獲得し、シーズン終了後にはリーグのマネージャー・オブザ・イヤー（最優秀監督賞）を受賞した。
2017年もアメリカプロ野球独立リーグのパシフィック・アソシエーション・リーグに所属するソノマ・ストンパーズにて監督を務めた。昨年に引き続き、チームを前期優勝（28勝11敗）に導く手腕を発揮した。前期28勝はフランチャイズ新記録であり、勝率は.718をマークした。後期もヴァレーホ・アドミナルズと同率首位となる24勝15敗を記録したが、タイブレークの末9月1日に１試合のみのプレーオフを行い、11対8で敗戦。惜しくも2年連続となるシーズン総合優勝を逃す。しかしながら、シーズンを通して52勝26敗（勝率.667）のチームを作り上げた。52勝はパシフィック・アソシエーション・リーグにおけるリーグ新記録となった。（※2014年シーズンにサンラファエル・パシフィックが記録した54勝はアマチュアチームであるイーストベイ・ランバージャックスとの対戦が含まれるためにソノマ・ストンパーズが78試合制において新たにリーグの記録を更新する形となった）
2017年11月9日に昨年に引き続き2年連続となるマネージャー・オブザ・イヤー（最優秀監督賞）の受賞がリーグから発表される。アメリカプロ野球において2年連続のマネージャー・オブザ・イヤー（最優秀監督賞）受賞は日本人監督初の快挙であり、パシフィック・アソシエーション・リーグにおいても初の出来事となった。また、ソノマ・ストンパーズの監督に就任してからは通算122勝78敗（勝率.610）の成績を残している。
2017年12月24日に正式にメジャーリーグのミネソタ・ツインズとの契約を交わし、2018年1月20日にミネソタ・ツインズ傘下アドバンスルーキーリーグのエリザベストン・ツインズにてコーチに就任することを自身のホームページにて発表した。ミネソタ・ツインズ球団史上初の日本人指導者誕生となった。また日本人としては選手としてメジャーリーグ傘下、日本野球機構（NPB）でのプレー経験がないという中で、コーチに就任するメジャーリーグ史上初の事例となった。
2018年はアパラチアンリーグ（ルーキーアドバンスレベル）に所属するエリザベストン・ツインズにて4thコーチを務めた。メジャーリーグで現在行われているデータに基づいた極端な守備シフトを担う役割を任され、監督であるレイ・スミスの補佐役としてシーズンを通して勝利に貢献した。また、エリザベストン・ツインズは通算で15回目となる地区優勝を果たした。その後プレーオフではファイナルを制し、2年連続でアパラチアンリーグ優勝を飾った。これで三好自身ソノマ・ストンパーズの監督時代に続き、２つ目のチャンピオンリングを獲得した。日本人コーチとしてはこれも初の快挙となっている。
2019年は3月25日に行われたメジャーリーグのスプリングトレーニングの試合に召集され一塁コーチを務めた。日本人コーチがメジャーのスプリングトレーニングにて一塁コーチを務めたのはミネソタ・ツインズ球団史上初の出来事となった。また延長スプリングトレーニングでは監督を任され、采配を振った。その後昨年同様にエリザベストン・ツインズの監督であるレイ・スミスの補佐役として内野の守備シフト統括兼ベンチコーチとしてチームに貢献した。
2020年は1月10日ミネソタ・ツインズ球団からの正式な発表により傘下ルーキーリーグのガルフコーストリーグ・ツインズにて監督に就任。1901年の球団創立以来約120年に及ぶ歴史上初の日本人監督となった。選手としてメジャーリーグ（MLB)、日本野球機構（NPB）を経由せずにMLB傘下にて監督となった初の日本人指導者でもある。また3月から自身２度目となるメジャーリーグキャンプに招待され、メジャーリーグのコーチングスタッフとしてチームに帯同し、ネルソン・クルーズ、ジョシュ・ドナルドソンやマーウィン・ゴンザレスといったMLBを代表する選手たちのサポートをした。また、この年はMLB傘下マイナーリーグ120年の歴史上初めてコロナの影響によりシーズンの中止が6月30日に正式に決定された。
2021年は再びミネソタ・ツインズ傘下ルーキーリーグのフロリダコンプレックスリーグにて前年同様監督に就任する。シーズンを通して監督を務め、このシーズンは21勝38敗で自身初めてとなる負け越しのシーズンを経験する。しかしながら21勝を積み重ねたことで、ソノマ監督時代の通算122勝を合わせるとハイディ古賀が保有していたアメリカプロ野球における日本人監督の通算勝利数を138勝から143勝（通算143勝116敗 勝率.552）に新たに塗り替えた。三好自身、尊敬する野球人であるハイディ古賀が持つ記録を少しでもこれから伸ばしたいと周りに語っていることもあり、この勝利数がアメリカでどこまで積み重なるか？に今後注目をしたい。
2022年はミネソタ・ツインズ球団から傘下1Aのチームであるフォートマイヤーズ・マイティーマッスルズにてベンチコーチに就任することが発表された。ミネソタ・ツインズ球団において日本人指導者が1Aレベルでベンチコーチを務めるのは、これもまた日本人初となった。また2022年は自身3度目となるメジャーリーグキャンプに招待され、ツインズに移籍してきたMLB内野手史上最高額の大型契約を結んだカルロス・コレアやオールスターゲームに選出されたバイロン・バクストンやルイス・アラエスらのコーチングスタッフとしてチームに帯同し、サポートをした。
またミネソタ・ツインズにて監督を務めるロッコ・バルデリからの指名によりメジャーリーグキャンプの最終戦4月5日に行われたボストン・レッドソックス戦の終盤に日本人としては初めて３塁コーチを務めた経験を持つ。
その後4月8日から開幕した１Aのシーズンでは前期地区優勝を果たす。また、シーズン途中の7月22日から2Aの監督であるラモン・ボレゴの休暇取得に伴い、急遽2Aの代行監督を4試合務め、2勝２敗を記録している。日本人がMLB組織の2Aにおいて代行でも監督を務めた例は過去になく、日本人としては初めて2Aでも采配を振るった監督となった。
2023年1月20日にミネソタ・ツインズ球団からの発表があり、傘下2Aのウィチタ・ウィンドサージにてベンチコーチに就任することが発表された。日本人としては初めてMLB組織の2Aにおいてベンチコーチを務める。また自身4度目となるメジャーリーグキャンプにも招待をされ、21日間メジャーリーグのチームに帯同した。キャンプ中はカルロス・コレア遊撃手の内野守備におけるルーティーンワークのサポートやオープン戦にて内野守備シフトを任されるなどチームに尽力をした。またシーズン中は２Aの監督であるラモン・ボレゴの体調不良や休暇取得に伴い、昨年に引き続き代行監督として8試合采配を振るい、4勝4敗を記録した。2年間通算では6勝６敗としている。
2024年は6年間在籍したミネソタ・ツインズから移籍し、シンシナティ・レッズとの契約を締結した。日本人指導者がMLB組織において他球団に移籍したことは過去になく、こちらも初めての事例となった。ドミニカンサマーリーグとAZLレッズ（共にルーキーレベル）を行き来し、ドミニカでのシーズンにおいてはベンチコーチも兼務した。MLB組織全体で（アリゾナ、フロリダ、ドミニカ）で81チームあるルーキーリーグにおいて指導をしたチームレッズは内野守備率1位を獲得した。2025年もシンシナティ・レッズと再契約をし、2年目のシーズンを迎えている。

## 関連図書
- 終わらない挑戦 ～三好貴士の生き方～ 作者：林壮太